# Eucosmophora echinulata
Eucosmophora echinulata là một loài bướm đêm thuộc họ Gracillariidae. Loài này có ở Paraguay.
Chiều dài cánh trước là 4.1 mm đối với con cáis.
The larvae có thể feed on a Fabaceae species và có thể mine the leaves of their host plant.